# Rathaus Jonava

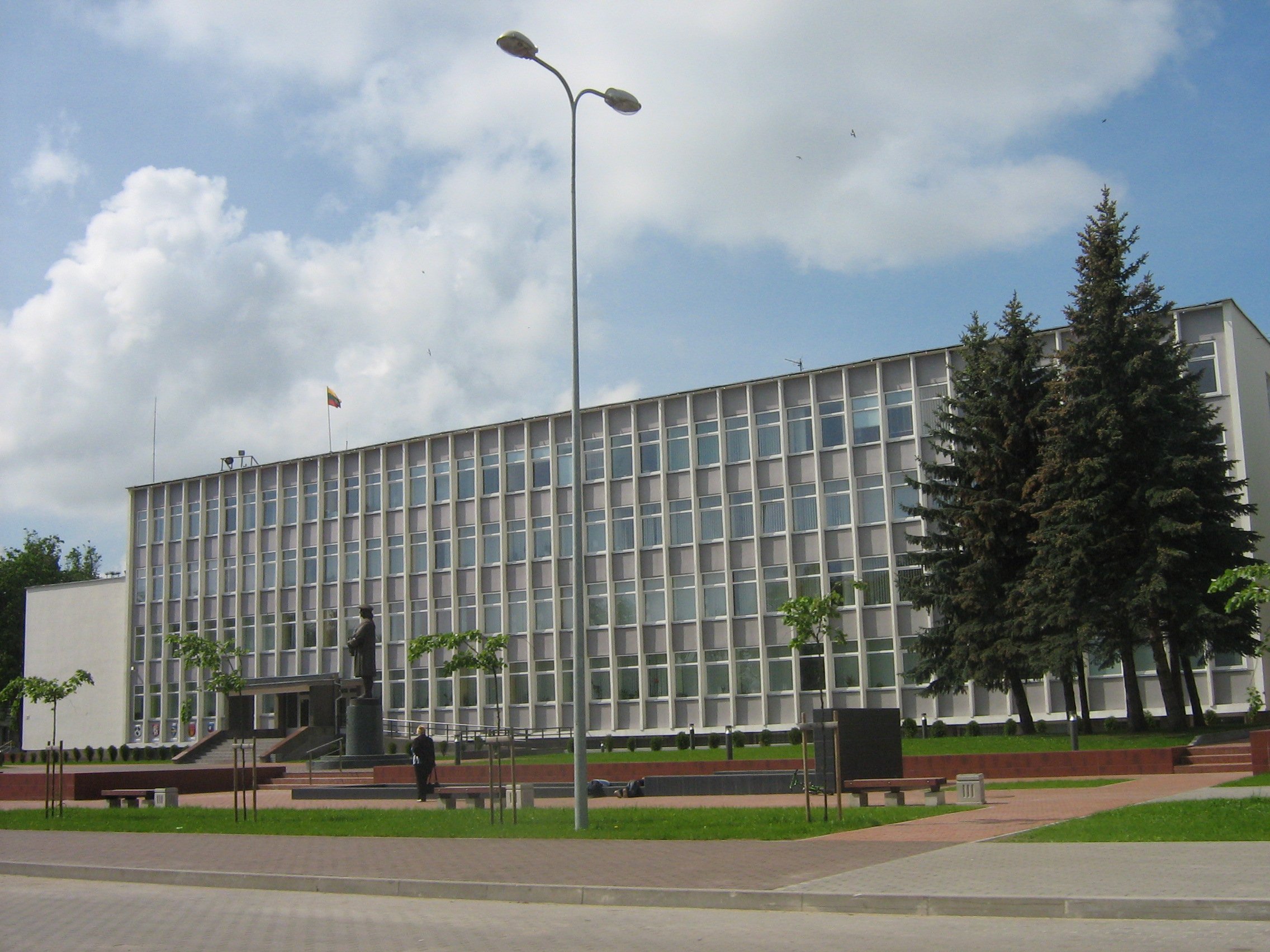
Rathausgebäude

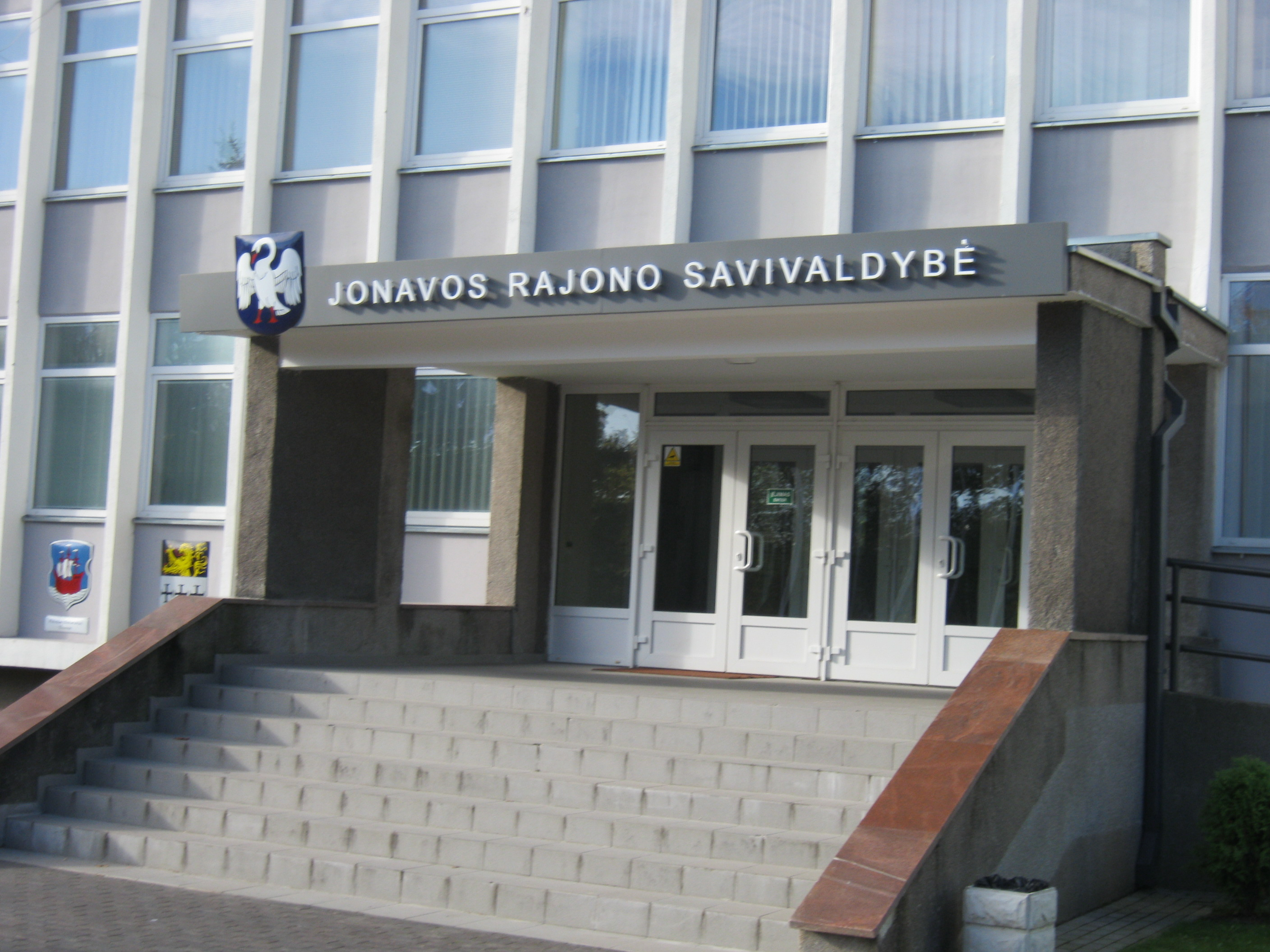
Eingang

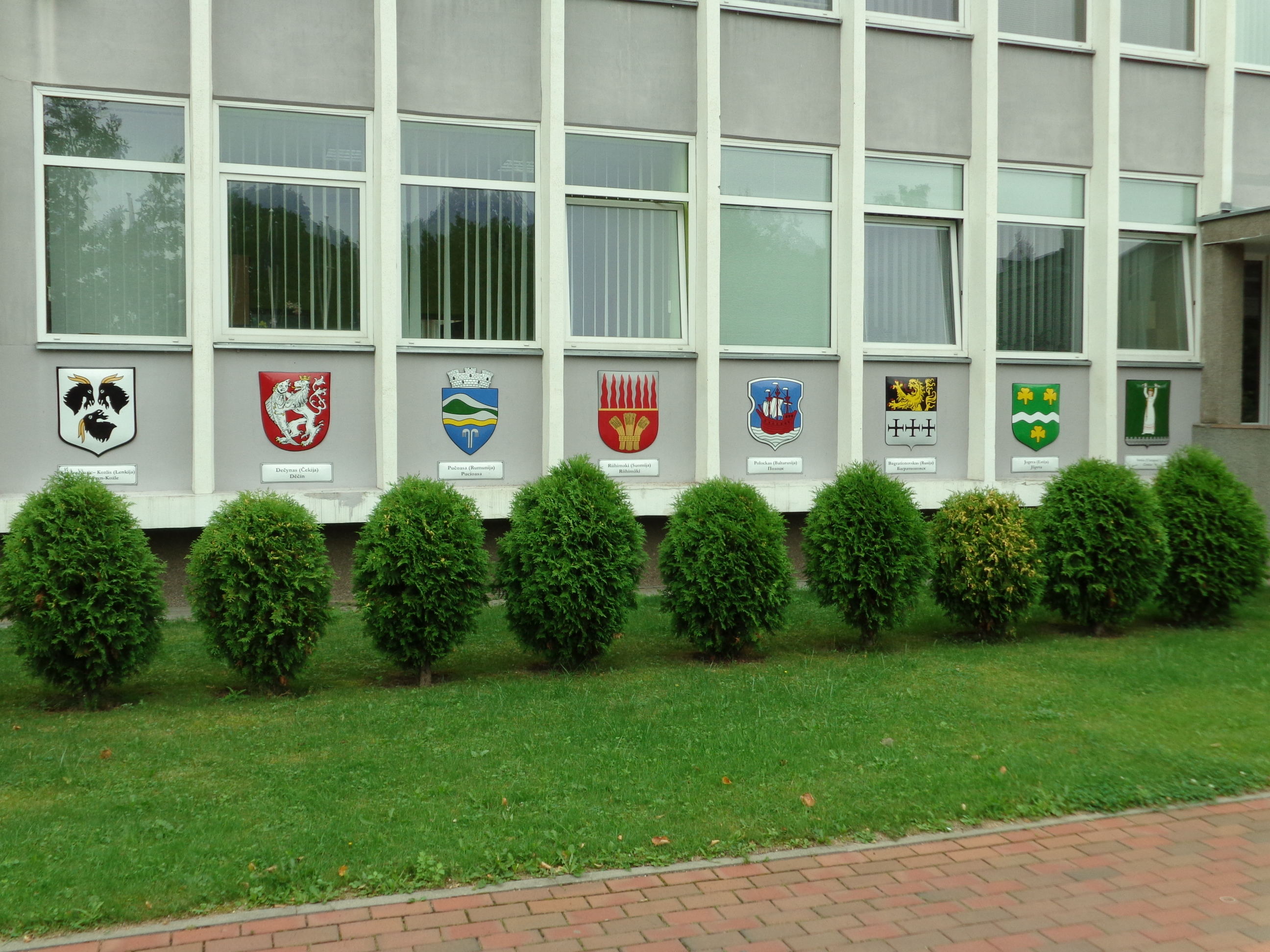
Wappen der Partnerstädte der Rajongemeinde

Das Rathaus Jonava ist ein Rathaus im Zentrum der litauischen Stadt Jonava, Bezirk Kaunas. Es ist der Sitz der kommunalen Selbstverwaltung der Rajongemeinde Jonava. Hier tagt der Gemeinderat und befinden sich der Bürgermeister, der Vizebürgermeister und die Verwaltung der Gemeinde. Das Gebäude hat 4 Etagen. Im Rathaus gibt es drei Säle: J.-Ralis-Saal, A.-Kulvietis-Saal und Kossakowski-Saal.
Vor dem Gebäude befindet sich der Santarvės-Platz, neben gibt es die Bibliothek Jonava, die Zentralpost Jonava und das Kulturzentrum Jonava. Die Adresse: Žeimių-Str. 13, Jonava.

## Geschichte
Am 20. Juni 1950 wurde das Rajon Jonava in Sowjetlitauen gebildet. Für Exekutivkomitee des Rates der Volksdeputaten des Rajons (Rajonexekutivkomitee) wurde ein neues Gebäude gebaut. Hier tagte der Deputatenrat. Nach der Unabhängigkeitserklärung am 11. März 1990 und einer litauischen kommunalen Reform 1995 wurde die Rajongemeinde Jonava gegründet. Als Vertretungsorgan wurde der Rat der Rajongemeinde errichtet. Der Platz vor dem Rathaus wurde Santarvės-Platz genannt, die vorher gebaute sowjetische Lenin-Skulptur entfernt und die Skulptur für Abraomas Kulvietis errichtet. Der Platz wurde 2009 erneuert.
2018 bereitete das Unternehmen UAB "Dujų sfera" ein Projekt vor für einen Park zwischen dem Rathaus und der Žalioji-Str. 6. Am 21. April 2022 stellte der Gemeinderat von Jonava 200.000 Euro für das Territorium bereit. Hier wurde eine Ahornallee mit kompakten Kronen eingerichtet. Im zentralen Teil des Territoriums an der Kreuzung der Hauptverkehrsströme entstand ein Rastplatz mit Bänken, Betonpflastersteinen für die Wege und polyurethangebundenem Kies in Erholungsgebieten. In der Umgebung der Skulpturen wurden neue Flächen, Rasenflächen und Begrünungen aus dekorativen Strauchkompositionen angelegt, eine neue Beleuchtung installiert, neues Grün gepflanzt (464 neue Bäume und Sträucher). Der Park wurde den Anforderungen für Menschen mit Behinderungen gerecht.